# Kasempa (Sambia)
Kasempa ist ein Ort am Oberlauf des Flusses Lufupa und 100 Kilometer nördlich des Kafue-Nationalparks in der Nordwestprovinz von Sambia. Er liegt etwa 1210 Meter über dem Meeresspiegel und hat 28.894 Einwohner (2022). Der Ort ist Sitz der Verwaltung des gleichnamigen Distrikts.

## Infrastruktur
Es gibt Grund- und Sekundarschulen, letztere mit Internat, eine 1000 Meter lange Flugpiste und einen Radiosendemast. Es gibt das Mukinge-Krankenhaus der evangelischen Kirche, das 200 Betten und eine Krankenschwesternausbildung hat.
Die Stadt Kasempa liegt auf der Straße etwa 550 Kilometer von Lusaka entfernt. Daher drängte der Distrikt seit langem auf den Ausbau der Straße von Kasempa nach Mumbwa um Stadt und Distrikt besser an die Landeshauptstadt anzubinden. Dies ist bisher (2022) noch nicht zufriedenstellend umgesetzt.